# Microcos gracilis
Microcos gracilis är en malvaväxtart som beskrevs av Otto Stapf och Ridley. Microcos gracilis ingår i släktet Microcos och familjen malvaväxter. Inga underarter finns listade i Catalogue of Life.